# 일본 여자 농구 국가대표팀
일본 여자 농구 국가대표팀은 일본농구협회(JBA)가 관리하는 일본의 여자 농구 국가대표팀이다. 일본 농구 국가대표팀과 같은 아카츠키 파이브라는 애칭을 갖고 있다. 올림픽 농구에 5회 진출하였으며, 2019년 FIBA 아시아 여자 선수권 대회에서 우승을 차지하였다.

## 대회 기록

### 올림픽
- 1976년 - 5위
- 1996년 - 7위
- 2004년 - 10위
- 2016년 - 8위
- 2020년 - 은메달 (개최국)
- 2024년 -

### 아시안 게임
- 1974년 - 금메달
- 1978년 - 동메달
- 1982년 - 동메달
- 1986년 - 동메달
- 1990년 -
- 1994년 - 은메달
- 1998년 - 금메달
- 2002년 -
- 2006년 - 동메달
- 2010년 - 동메달
- 2014년 - 동메달
- 2018년 - 동메달
- 2022년 - 은메달